# Ferdinand Schmutzer
Ferdinand Schmutzer (21 de mayo de 1870 – 26 de octubre de 1928) fue un fotógrafo y grabador austriaco.